# Louis de Montjoie
Louis de Montjoie (- Avinyó, 23 de juny de 1425), conseller i camarlenc del rei de França, virrei dels regnes de Sicília i Nàpols.
A mitjans de 1373, Thiébaud VI de Neuchâtel-Bourgogne el tancà a Blamont per venjar el bisbe de Basilea, Jean de Vienne, a qui Louis havia pres el castell de Soyères i pel dany causat a Neuchâtel-Urtière, que havia pres partit pel bisbe. Fou alliberat el 26 de juny 1373, a canvi d'un bo garantit per dos ostatges, que ocuparen el seu lloc a la presó. Una vegada pagat el rescat, fou obligat a obrir regularment les portes de la ciutat i presentar les claus al seu enviat. Louis va tornar a atacar el bisbe a Verner en 1374, capturant Petreman Schaller, germà del bisbe, Aymon de Domprel i Valter de Colombier. Vint senyors, entre ells els comtes d'Habsburg i Borgonya Neuchâtel, garantiren l'alliberament del germà del bisbe i vuit cavallers es presentaren com a ostatges en lloc d'Aymon i Valter. Louis feu la pau amb el bisbe de Basilea en 1383.
Per poder consolidar la seva posició com a poder únic durant el Cisme d'Occident, Climent VII havia d'expulsar Urbà VI de Roma, i comptava amb la possessió del Castell de Sant Angelo, on una notable guarnició bretona comandada per Sylvester Budes resistia i atacava el Vaticà, i el seu nebot Louis de Montjoie en 1379 va aixecar un exèrcit per dirigir-se a Roma en el seu suport a canvi d'un regne amb part dels territoris dels Estats Pontificis. Montjoie va arribar a les portes de Roma i li va sortir a l'encontre a Marino la Companyia d'Aventurers de San Giorgio d'Alberico da Barbiano el 30 d'abril de 1379, formant en dos esquadrons mentre els gascons ho van fer en tres. El combat el van iniciar els gascons atacant un dels capitans de San Giorgio i Alberico da Barbiano va haver d'atacar-los per fer-los fugir en direcció al segon esquadró, que també dispersà, i finalment el tercerm comandat per Montjoie, que també fou vençut, i el seu líder capturat, juntament amb Bernard de la Salle i tres-cents dels seus homes, morint la resta.
En 1382 Louis donà a Leopold III d'Àustria la fortalesa de Moron, que havia rebut pel compromís del seu cosí Glère Berthod, i en 1404 Louis la va rebre per a ell i els seus hereus.